# Jan Jansz (Van Egmond van de Nijenburg)
Jan Jansz (* 8. Januar 1490; † 11. November 1555) war ein holländischer Patrizier und entstammte der nachmals Van Egmond van de Nijenburg genannten Familie.

## Biografie

### Familie
Jans Eltern waren Jan Gerritsz und Judith Heerman van Oestgeest. Er hatte 16 Geschwister, von denen einige schon im Kindesalter verstorben waren. Jan ehelichte 1511 mit Sophia (Soutgen) Gerritsdr van Amerongen († nach dem 20. März 1564), und hatte zehn gemeinsame Kinder:
- Augustin Jansz (jung verstorben)
- Gerard Jansz (jung verstorben)
- Jan Jansz van de Nijenburg (1515–1555), nannte sich als erster seiner Familie 'Van de Nijenburg'
- Judith Jansdr (* 1516)
- Gerard Jansz (* 1520)
- Snel Jansdr (* 1521)
- Adriaan Jansz (* 1522), hatte eine eheliche Tochter mit Maria van Foreest, Tochter von Jacob van Foreest aus Alkmaar
- Maria Adriaansdr
- Elisabeth Jansdr (* 1525), ehelichte 1547 ihren Cousin Cornelis Jansz van de Nijenburg (1530–1610), Bürgermeister von Alkmaar, Sohn ihres Onkels Jan Jansz (* 1495)
- Vincent Jansz (* 1528)
- Geertruyd Jansdr (jung verstorben)

### Tätigkeit
Jan Jansz trat nach dem Tod seines Vaters Jan Gerritsz im Jahr 1523 die Tätigkeit als Kastellan und Baljuw von der Nijenburg an. Trotz der 1517 erfolgten totalen Zerstörung durch kriegerische Umstände wurden die Verwalter der Nijenburg weiterhin von den Grafen Egmond bezahlt. In einer noch existierenden Urkunde übertrug Lamoral von Egmond dem Jan Jansz diese Ämter in der Nachfolge dessen Vaters Jan Gerritsz. Als die Egmonds die Herrschaft über die Nijenburg an die Grafschaft Holland (im Besitz der Habsburger) abtraten, wurde von dieser anstatt des Jan Jansz 1551 Jr. Joost van Veen zum Baljuw bestellt.
Jan Jansz war Deichgraf der Geestmerambacht. Gleich seinem Vater wurde er auch Bürgermeister von Alkmaar in den Jahren 1520, 1524, 1526, 1528, 1529, 1532 sowie 1536. 1532 erteilte Kaiser Karl V. den Gebrüdern Jan Jansz und Willem Jansz (1493–1547), Schout von Alkmaar, ein Patent zur Landgewinnung im Achtermeer nahe Alkmaar.